# Maréchal de camp
Maréchal de camp (plural: Maréchaux de camp) war ein im 15. Jahrhundert geschaffener Dienstrang in der französischen Armee des Ancien Régime, während der Restauration und der Julimonarchie. Er lag zwei Stufen über dem Colonel sowie eine Stufe über dem Brigadier des armes du roi. Mit dem Ende der Monarchie wurde er 1793 durch die Bezeichnung Général de brigade ersetzt. Nach dem Ende des Ersten Kaiserreichs wurde er wieder eingeführt und hatte dann noch Bestand bis zur Zweiten Republik 1848, als er wieder und diesmal endgültig zum Géneral de brigade wurde.
Die ursprüngliche Aufgabe des Maréchal de camp war es für die Unterkunft der Truppen auf den Feldzügen Sorge zu tragen, sowie beim Aufmarsch zu einer Schlacht die verschiedenen Truppenkörper in den vorgesehenen Bahnen zu halten, resp. für Ordnung auf den Anmarschwegen und dem Schlachtfeld zu sorgen. Dies wandelte sich jedoch im Laufe der Zeit mehr und mehr in ein Truppenkommando, bis er schließlich die Stellung des „Marschalls des (Schlacht)feldes“ verlor und dafür die Funktion eines Kommandanten eines Truppenkontingents innerhalb der Armee übernahm.
- 1789 war der Titel an insgesamt 786 Offiziere vergeben.
- 1792 wurden weitere 12 Offiziere zum Maréchal de camp befördert.
- 1793 wurde der Maréchal de camp durch Général de brigade ersetzt, gleichzeitig wurde mit dem Général de division ein höherer Rang geschaffen.
- 1815 wieder eingeführt bestand der Rang noch bis zum Ende des Königreichs im Jahre 1848 und wurde dann wieder durch den Général de brigade ersetzt.

Der Maréchal de camp stand nicht im Zusammenhang mit dem Maréchal général des camps et armées du roi oder dem Maréchal de France.
Es war der höchste reguläre „Dienstgrad“ in der königlichen Armee, in der Marine entsprach er dem Chef d’escadre des armées navales, da es sich bei den militärisch klingenden Begriffen wie: Lieutenant-général,  Capitaine général, Colonel général oder Maréchal de France um ehrenhalber verliehene Dienststellungen oder Dienstposten, jedoch um keinen militärischen Rang handelte.

## Entsprechungen in anderen Ländern
Während des 18. Jahrhunderts wurde im deutschsprachigen Raum der Maréchal de camp mit dem Generalfeldwachtmeister gleichgesetzt.
Die in den deutschen und habsburgischen Heeren seit dem 17. Jahrhundert geführten Bezeichnungen Feldmarschall oder Generalfeldmarschall entsprechen von ihrem Aufgabengebiet nicht dem Maréchal de camp, sondern dem des Maréchal de France.
Der Rang des Maréchal de camp ist nicht zu verwechseln mit dem Mitte des 16. Jahrhunderts eingeführten Dienstgrad Mestre de camp, der ursprünglich als Chef eines Verbands aus mehreren regional aufgestellten Kompanien bzw. „Bandes“ fungierte (Bandes françaises, Bandes de Picardie, Bandes de Champagne etc.). Mit Umwandlung der Banden in moderne Regimenter avancierte der Mestre de camp zum Regimentschef (Oberst). Ähnlich verhält es sich mit dem Maestre de campo, der seit dem 16. Jahrhundert an der Spitze eines spanischen Terzios stand. Als diese 1714 in Regimenter umgewandelt wurden, wurden die Maestres de campo zu Regimentschefs.